# Australoheros acaroides
Australoheros acaroides es una especie de pez perciforme de agua dulce que integra el género Australoheros de la familia Cichlidae. Habita en el centro-este de América del Sur.

## Distribución geográfica
Este pez habita en el centro-este de América del Sur, siendo endémico del sudeste del Brasil y el este de Uruguay, en el sistema de la laguna de los Patos-laguna Merín.

## Hábitat y costumbres
Habita en arroyos de corriente moderada con lechos compuestos de arena y arcillas. Durante la estación seca, esta especie se encuentra en las partes más profundas de los arroyos, por lo general bajo la sombra de la vegetación. También habita en lagunas marginales y regiones inundadas de los grandes ríos. Puede tolerar moderadamente agua salobre en algunas lagunas y estuarios. De costumbres diurnas, se alimenta preferentemente de larvas de dípteros, macrófitos, Cladocera, Hirudinea y algunos ascaris acuáticos. 

## Taxonomía y características
Australoheros acaroides fue descrita para la ciencia en el año 1870, por el ictiólogo Reinhold Friedrich Hensel. Durante mucho tiempo se la consideró un sinónimo de Australoheros facetus, hasta que en el año 2010 los ictiólogos I. Schindler, F. P. Ottoni y M. M. Cheffe la rehabilitaron como especie válida.
Etimología
La etimología de su nombre genérico Australoheros deriva de la palabra en latín australis en el sentido de 'sur', y el nombre nominal 'héroe', de la tribu Heroini. El término específico proviene de la palabra acaroides, una expresión idiomática del sur brasileño para referirse a las especies de esta familia.